# Feel the Blade
 (avril 2018).
Si vous disposez d'ouvrages ou d'articles de référence ou si vous connaissez des sites web de qualité traitant du thème abordé ici, merci de compléter l'article en donnant les références utiles à sa vérifiabilité et en les liant à la section « Notes et références ».
Albums de Legion of the Damned
Sons of the Jackal
(2007) Cult of the Dead
(2008)
Feel the Blade est le troisième album du groupe de thrash et death metal néerlandais Legion of the Damned, paru en janvier 2008.

## Présentation
Feel the Blade est en fait une réédition de l'album Elegy for the Weak, sorti en mars 2004 sous l'ancien nom du groupe, Occult, sous la direction de Rachel Heyzer et avec une liste de chansons légèrement modifiée.
Lyriquement, la trame de cet album comprend des motifs d'horreur, l'évocation de la dévastation de la guerre nucléaire et des thèmes occultes violents.
Le meurtre en série y joue, également, un rôle plus important, tel que dans le morceau Nocturnal Predator faisant allusion à Richard Ramirez, citant même ses paroles (« Lucifer dwells within us all » - en français : Lucifer habite en nous tous).
La piste bonus finale, Chronic Infection, est une reprise du groupe Pestilence.

## Liste des titres
| 1.    | Nuclear Torment                                                                               | 3:44 |
| 2.    | Nocturnal Predator                                                                            | 4:12 |
| 3.    | Slaughtering the Pigs                                                                         | 4:20 |
| 4.    | Slut of Sodom                                                                                 | 3:45 |
| 5.    | Feel the Blade                                                                                | 4:19 |
| 6.    | Expire                                                                                        | 2:24 |
| 7.    | Warbeast                                                                                      | 2:58 |
| 8.    | Disturbing the Dead                                                                           | 3:27 |
| 9.    | Obsessed by the Grave                                                                         | 5:13 |
| 10.   | Reaper's Call                                                                                 | 3:21 |
|       | 'Titres bonus'                                                                                |      |
| 11.   | Last Command                                                                                  | 5:17 |
| 12.   | Mask of Terror                                                                                | 4:33 |
| 13.   | Chronic Infection (reprise de Pestilence - Paroles : Marco Foddis - Musique : Patrick Mameli) | 4:10 |
| 51:42 |                                                                                               |      |

| 14. | Bleed For Me (Live version)                              |  |
| 15. | Sepulchral Ghoul (Live version)                          |  |
| 16. | Seven Heads They Slumber - Infernal Wrath (Live version) |  |

| 1. | Tour Report                |  |
| 2. | Earthshaker Open Air       |  |
| 3. | Rockarea Open Air          |  |
| 4. | Tuska Open Air             |  |
| 5. | Bloodstock Open Air        |  |
| 6. | Sepulchral Ghoul Videoclip |  |
| 7. | Studio Report              |  |
| 8. | Fans Section               |  |

## Membres du groupe
- Maurice Swinkels : chant
- Richard Ebisch : guitare
- Harold Gielen : basse
- Erik Fleuren : batterie